# Tetsuya Okayama
Tetsuya Okayama (Aichi, 27 augustus 1973) is een voormalig Japans voetballer.

## Carrière
Tetsuya Okayama speelde tussen 1992 en 2008 voor Nagoya Grampus Eight, Albirex Niigata en Albirex Niigata FC.